# Widze Albrechtowskie
Widze Albrechtowskie – dawna kolonia. Tereny na których była położona, leżą obecnie na Białorusi, w obwodzie witebskim, w rejonie brasławskim, w sielsowiecie Widze.
Dawniej Widze Albertowskie.

## Historia
W czasach zaborów w granicach powiatu nowoaleksandrowskiego Imperium Rosyjskiego.
Przed 1863 rokiem majątek dzierżawił Jan Jelski, dowódca podczas powstania styczniowego. Jego oddział został rozbity 11 maja 1863 r. w pobliżu Twerecza, a on popełnił samobójstwo.
W latach 1921–1945 folwark a następnie kolonia leżała w Polsce, w województwie nowogródzkim (od 1926 w województwie wileńskim), w powiecie brasławskim, w gminie Widze.
Według Powszechnego Spisu Ludności z 1921 roku zamieszkiwało tu 36 osób, 22 były wyznania rzymskokatolickiego a 14 staroobrzędowego. Jednocześnie wszyscy mieszkańcy zadeklarowali polską przynależność narodową. Było tu 6 budynków mieszkalnych. W 1931 w 11 domach zamieszkiwało 66 osób.
Miejscowość należała do parafii rzymskokatolickiej i prawosławnej w Widzach. Podlegała pod Sąd Grodzki w m. Turmont i Okręgowy w Wilnie; właściwy urząd pocztowy mieścił się w Widzach.